# Wednesfield
Wednesfield è dal 1966 una frazione di Wolverhampton nella contea delle West Midlands, in Inghilterra.